# 莫兰哈特
莫兰哈特（Moranhat），是印度阿萨姆邦Sibsagar县的一个城镇。总人口5779（2001年）。

## 人口
该地2001年总人口5779人，其中男性3150人，女性2629人；0—6岁人口637人，其中男332人，女305人；识字率78.49%，其中男性为79.94%，女性为76.76%。